# Sørøya
Sørøya (în sami de nord Sállan) este a patra insulă ca mărime după suprafață din Norvegia. Insula are 816 kilometri pătrați, și este împărțită între municipiile Hasvik și Hammerfest. Aceasta adesea pretinde la titlul ca fiind una dintre cele mai frumoase insule din Norvegia. În 2012, populația de aici alcătuia 1092 de locuitori.

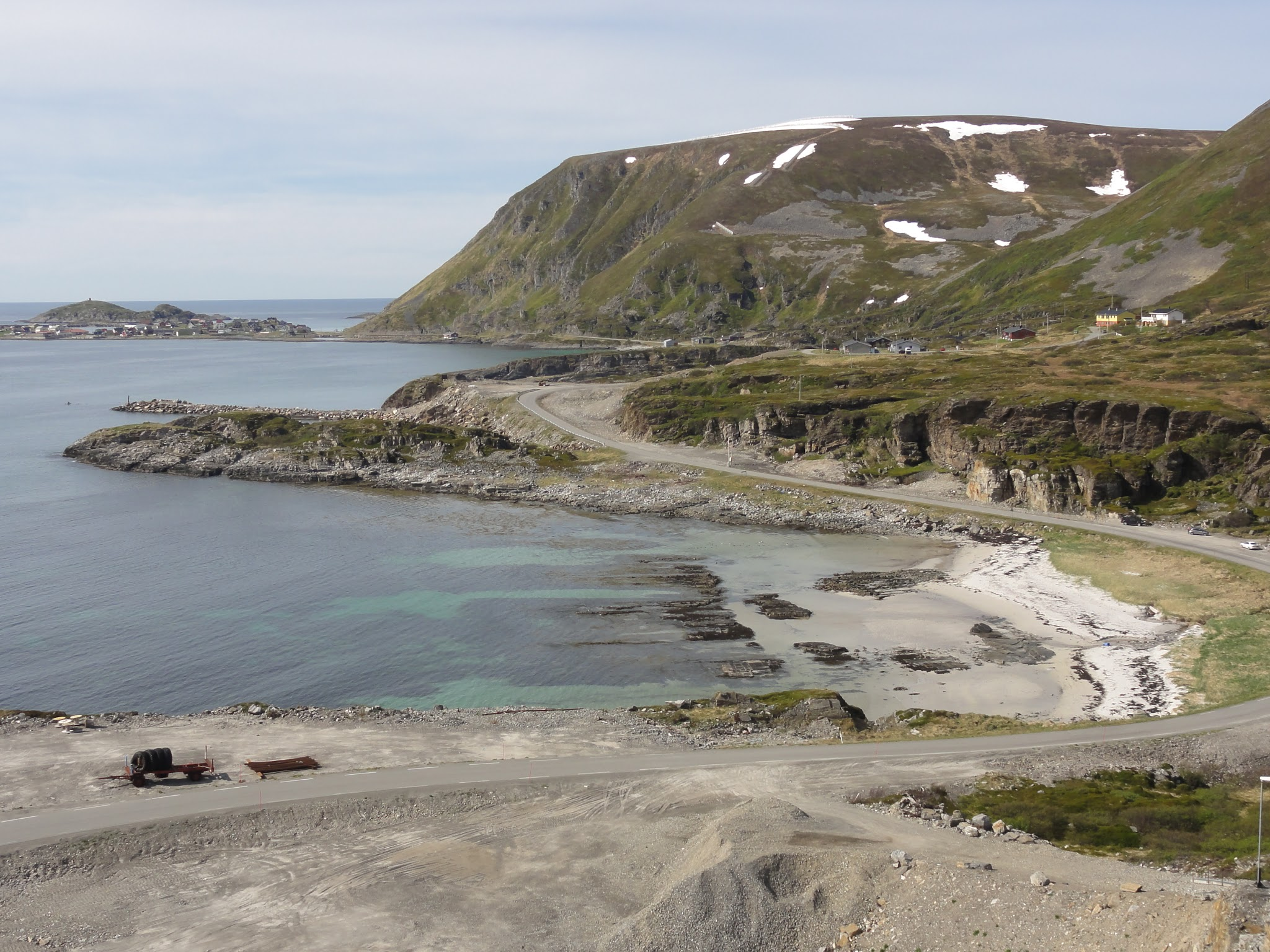
Peisaj din partea de nord-vest a insulei

Insula este foarte stâncoasă și muntoasă. Cel mai înalt punct de pe insulă este muntele Komagaksla de pe malul sudic al insulei și are 659 de metri. Țărmul este foarte crestat și are numeroase fiorduri. Insula este mărginită de Marea Norvegiei pe partea de nord și strâmtoarea Sørøysundet la sud. Peste strâmtoarea Sørøysundet, la sud, mai sunt trei insule mari: Stjernøya, Seiland și Kvaløya. Insula Sørøya are nici un pod sau tunel de acces cu partea continentală, doar o cursă regulată de feribot din satul Hasvik spre satul Øksfjord de pe continent. Aeroportul Hasvik este situat pe vârful de sud a insulei. 
Cele mai multe așezări de pe insulă sunt de-a lungul malului sud-vestic, în Hasvik, dar există așezări împrăștiate și în alte zone ale insulei. În partea de nord-est a insulei, Hammerfest se găsesc câteva localități, precum și câteva drumuri, dar acestea nu sunt toate conectate între ele.